# Eosembia myanmara
Eosembia myanmara is een insectensoort uit de familie Oligotomidae, die tot de orde webspinners (Embioptera) behoort. De soort komt voor in Myanmar.
Eosembia myanmara is voor het eerst wetenschappelijk beschreven door Ross in 2007.